# محكمة إدارية
المحكمة الإدارية محكمة تختص في قضايا القانون الإداري وبالتحديد للنزاعات التي تتعلق ببسط النفوذ. ودورها الفصل في ما إذا كانت الإجراءات الرسمية (التي تتخذها السلطة التنفيذية) مطابقة للقانون.

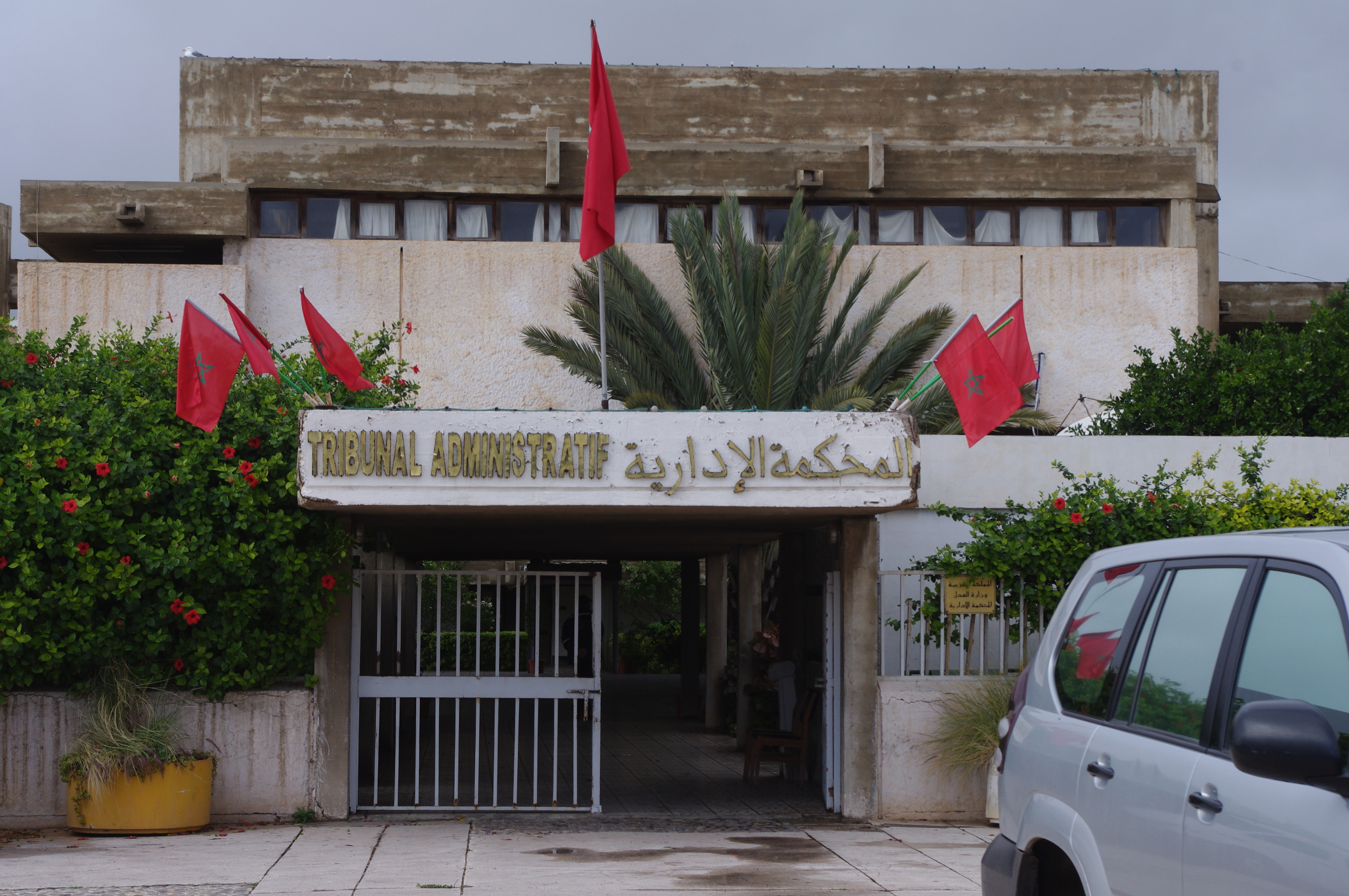
المحكمة الإدارية بمدينة أكادير المغربية